# Patriarca (districte de València)
El Patriarca fou un antic districte i circumscripció electoral de la ciutat de València existent entre els anys 1940 i 1979/1981. El districte ocupava la meitat sud de l'actual districte de Ciutat Vella de València incloent part o la totalitat dels barris de La Seu, La Xerea, Velluters i Sant Francesc.
El nom del districte prové de Sant Joan de Ribera, Patriarca i Arquebisbe de València que dona nom al Reial Col·legi Seminari de Corpus Christi i a la plaça on se troba situat. L'any 1978 el districte tenia 26.532 habitants.

## Geografia

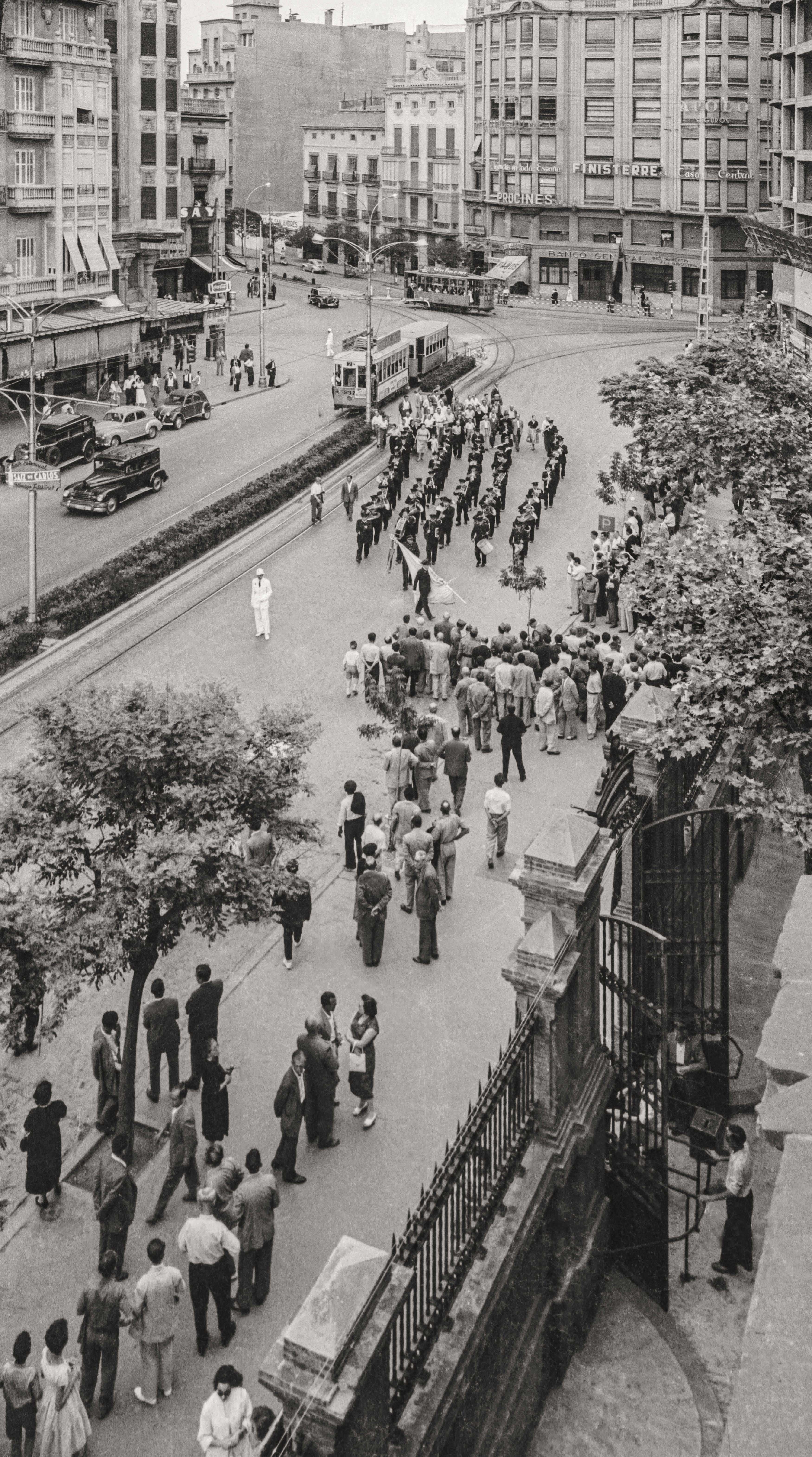
Carrer de Xàtiva, 1957

Geogràficament, el districte del Patriarca es trobava al bellmig de la ciutat de València, aleshores simple capital de la província de València. El Patriarca ocupava la meitat exacta meridional de l'actual districte de Ciutat Vella de València o Intramurs, aleshores dividida en dos districtes. En concret, ocupava els part o la totalitat dels actuals barris de La Seu, La Xerea, Velluters i Sant Francesc.
El Patriarca limitava amb els districtes de Catedral al nord; Botànic a l'oest; Jesús, Russafa i Gran Via al sud. Al cantó sud-est estava banyat pel riu Túria. La línia que separava el ditricte del Patriarca del de Catedral es trobava al carrer de la Pau, la plaça de la Reina, la plaça del Mercat i el carrer de Murillo.

### Nomenclàtor
A continuació es presenta un nomenclàtor del districte de l'any 1960. Cal assenyalar que s'hi esmenten carrers actualment desapareguts (representats amb el símbol †), amb altres noms, i amb noms castellanitzats i/o amb grafies corruptes. Moltes de les places i carrers desapareguts van ser absorbits després de la construcció de l'avinguda de l'Oest.
- C/. Abadia de Sant Martí
- C/. Abat
- C/. Actor Rivelles
- C/. Adreçadors
- Pl. Almansa[3]
- C/. Ambaixador Vich
- C/. Ànimes
- C/. Aluders
- C/. Angelicot
- C/. Arolas
- C/. Arquebisbe Mayoral
- C/. Asil d'Infants
- C/. Baldoví
- C/. Balmes
- C/. Ballesters
- C/. Bany[4]
- C/. Barcelona
- C/. Barcelonina[5]
- Av. Baró de Càrcer[6]
- C/. Barques
- C/. Beata
- C/. Baet Joan de Ribera[7]
- C/. Belluga
- C/. Bisbe
- C/. Bisbessa
- C/. Boatella[8]
- C/. Bonaire
- Pl. Botxa
- C/. Bretón de los Herreros
- C/. Cabalote (†)
- C/. Carabasses[9]
- C/. Camarón
- C/. Cardenal Payá
- C/. Carnissers
- C/. Catalans
- C/. Cavanilles (†)[10]
- Pl. Caudillo[11]
- Pl. Cementeri de Sant Joan (†)[12]
- C/. Cerdán de Tallada
- C/. Cobertís de Sant Pau[13]
- Pl. Col·legi del Patriarca
- C/. Colomer
- C/. Colom
- Pl. Coll
- Pl. Comandante Montesinos (†)[14]
- C/. Comèdies
- C/. Comunió de Sant Joan (†)
- Pl. Comunió de Sant Joan
- C/. Convent de Sant Francesc
- C/. Convent de Santa Clara
- C/. Correus[15]
- C/. Cotanda
- C/. Creu Nova
- C/. Dames
- Pl. Doctor Collado
- C/. Doctor Romagosa
- C/. En Joan d'Àustria
- C/. En Joan de Vilarrassa[16]
- C/. Eixarchs[17]
- C/. Emperador
- Pl. Encarnació
- C/. En Plom[18]
- C/. En Gall
- Pl. En Gil (†)
- C/. En Gil
- C/. En Llop
- C/. En Pardo (†)[19]
- C/. En Sala
- C/. En Sanç
- C/. En Sendra
- C/. Escolano
- Pl. Escoles Pies
- C/. Federico García Sanchiz[20]
- C/. Fidalgo (†)[21]
- C/. Figuereta (†)
- C/. Flassaders
- C/. Foios
- C/. Forners
- C/. Forn de l'Hospital
- C/. Frare
- C/. Garrigues
- C/. Gascons
- C/. Gravador Selma
- C/. Guillem Sorolla
- C/. Hedra
- C/. Hospital
- C/. Itàlica (†)[22]
- C/. Jofrens
- C/. José Calvo Sotelo[23]
- C/. Llibrers
- C/. Llanterna
- C/. Liñán
- Pl. Lluís Vives[24]
- C/. Lluís Vives
- Pl. Lope de Vega
- C/. Madrina
- C/. Maldonado
- C/. Mallorquins
- C/. Mantes
- C/. Manyans
- C/. Mare de Déu de Gràcia
- Pl. Mare de Déu de la Pau
- C/. Maria Cristina
- Pl. Mariano Benlliure
- C/. Marqués de Dosaigües[25]
- Pl. Marqués d'Estella[26]
- C/. Marqués de Sotelo
- C/. Martín Mengod
- C/. Martínez Cubells
- Pl. Mercat
- Pl. Mercé
- C/. Mestre Clavé
- C/. Mesón de Teruel (†)[27]
- C/. Miñana
- Pl. Mirasol (†)[28]
- Ps. Monistrol (†)[29]
- C/. Monges de Santa Caterina
- C/. Monges Servites (†)[30]
- C/. Moratín
- C/. Mossén Femades
- C/. Muela (†)[31]
- C/. Murillo
- C/. Músic Peydró
- Pl. Na Rovella (†)
- C/. Na Rovella (†)
- C/. Nau
- C/. Numància
- C/. Padilla
- C/. Palafox
- C/. Palau
- C/. Palma
- C/. Pascual i Genís
- C/. Patis de Frígola
- C/. Pau
- Pl. Pellissers (†)[32]
- C/. Pérez Bayer
- C/. Pérez Pujol
- C/. Pescateria
- C/. Peu de la Creu
- Pl. Picador de Dosaigües
- Pl. Pilar
- C/. Pilar[33]
- Pl. Pinazo
- C/. Pintor Domingo
- C/. Pintor Sorolla
- C/. Poeta Llombart
- C/. Poeta Querol
- C/. Poeta Quintana
- C/. Pòpul
- C/. Portal de Sant Jordi
- Pl. Porxets
- C/. Presseguer
- C/. Pròixida
- C/. Quevedo
- C/. Ràfol
- C/. Ramellets
- C/. Recared
- C/. Redempció
- Pl. Redona
- Pl. Reina
- C/. Reixes
- C/. Requena
- C/. Ribalta
- C/. Ribera
- C/. Ribot (†)[34]
- Ps. Ripalda[35]
- Pl. Rodrigo Botet
- C/. Roger de Llória
- C/. Ruiz de Lihory
- C/. Rumbau
- C/. Saboneria Nova (†)[36]
- C/. Sagasta
- C/. Salvà
- C/. Sampedor
- Pl. Sant Agustí
- C/. Sant Agustí[37]
- Pl. Sant Andreu (†)[38]
- C/. Sant Andreu
- C/. Sant Antoni
- C/. Sant Ferran
- Ps. Sant Joan (†)[39]
- Pl. Sant Lluís Beltrán
- C/. Sant Martí
- Tr. Sant Roc[40]
- C/. Sant Vicent Màrtir
- C/. Sang
- Pl. Santa Caterina
- C/. Santa Eulàlia
- C/. Santa Irene
- Pl. Santa Llúcia[41]
- C/. Santa Teresa
- C/. Sedassers
- C/. Siurana
- C/. Soledat
- C/. Sombrereria
- C/. Teixidors
- C/. Tertulia
- C/. Torn de l'Hospital
- C/. Trànsits
- C/. Trench
- C/. Triador
- C/. Universitat
- C/. Valeriola
- C/. Vallanca
- C/. Valldaura
- C/. Vera[42]
- C/. Verger
- C/. Vestuari
- C/. Viana
- C/. Victòria[43]
- C/. Vidal
- C/. Vell de la Palla
- C/. Vilaragut
- C/. Villena
- C/. Vinatea
- C/. Virués
- C/. Xàtiva
- C/. Ximénez de Sandoval
- Pl. Xiquets de Sant Vicent
- C/. Zapata

## Història

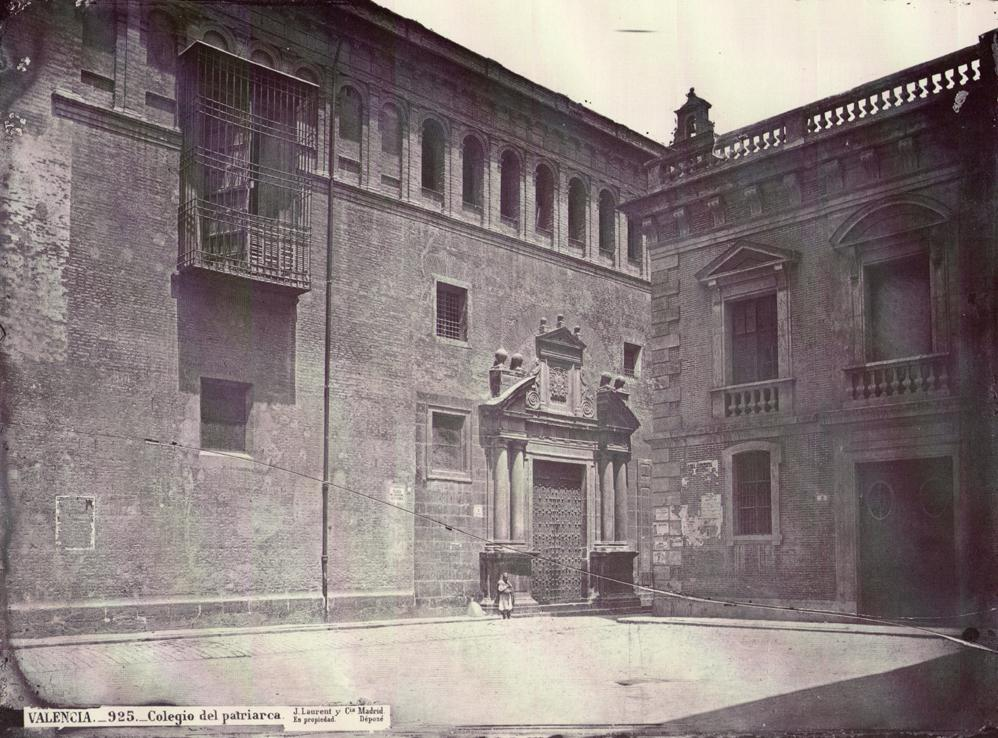
Col·legi del Patriarca, circa 1870

El districte del Patriarca fou creat l'any 1940 per la nova administració municipal franquista sorgida després de la guerra civil espanyola. El nom del districte té el seu origen en el Col·legi del Patriarca sit a la plaça homònima i nomenats en honor al seu impulsor, l'Arquebisbe de València Sant Joan de Ribera, també conegut com a "Patriarca Ribera". Geogràfica i administrativament, el districte del Patriarca venia a substituir en part o totalment als antics districtes creats el 1887 de Centre (I), Universitat (III), Teatre (IV), Hospital (V) i Misericòrdia (VI).
Com ja havia passat amb els anteriors, el nou districte va esdevindre també circumscripció electoral, en aquest cas per a les eleccions al terç familiar a l'ajuntament. Això passà, no obstant, a les darreres eleccions a regidors del franquisme, és a dir, les del 1973, on resultà elegit regidor Rafael Larruy Mata. Finalment, amb l'arribada de la corporació municipal sorgida de les eleccions municipals de 1979, es va establir una nova divisió administrativa de la ciutat que suposà la dissolució del districte del Patriarca i la seua integració (amb el de Catedral) en el nou districte de Ciutat Vella de València.

## Demografia
Població per edat (1970)
| Gràfica d'evolució de Patriarca entre 1940 i 1978 |
|                                                   |